# Forugh Farrojzad
Forugh Farrojzad (em persa: فروغ فرخزاد), (Teerã, 5 de janeiro de 1935 - Teerã, 13 de fevereiro de 1967) foi uma poetisa, cineasta e escritora iraniana. Foi considerada uma das personalidades literárias mais importantes de seu país no século XX. Em seu estilo, buscou trazer para a poesia termos coloquiais. Foi um símbolo feminista do Irã.